# CDS (企業)
CDS株式会社（シーディーエス、英: CDS Co.,Ltd.）は、愛知県岡崎市に本社を置く、製品開発・生産技術分野における3D-CADを用いた設計業務支援及び製品マニュアルなどの文書作成を行う会社である。

## 沿革
- 1980年（昭和55年）2月 - 中央立体図株式会社設立。
- 2005年（平成17年）1月 - 株式会社ティーピーエスを吸収合併し、現社名に変更。
- 2005年（平成17年）12月 - PDM/CAM/DF、CAE、CAT、BoM/OA/ITインフラ、製品組込などのエンジニアリング事業に強みのある株式会社MCORを100%子会社化。
- 2007年（平成19年）12月 - 大阪証券取引所ヘラクレス（現ジャスダック）に上場。（2012年11月3日上場廃止）
- 2008年（平成20年）8月 -　株式会社バイナスの全株式を、ユニー株式会社（後のユニーグループ・ホールディングス株式会社）より取得し、完全子会社とする[4]。
- 2011年（平成23年）11月 - 名古屋証券取引所2部に上場。
- 2012年（平成24年）9月 - 東京証券取引所2部に上場。
- 2013年（平成25年）11月 - 東京証券取引所・名古屋証券取引所の1部に指定替え。

## 事業所
- 本社 - 愛知県岡崎市
- 東京支社 - 東京都港区
- 名古屋支社 - 愛知県名古屋市中村区
- 関西支社 - 大阪府大阪市北区
- 広島支社 - 広島県広島市南区
- 松本支社 - 長野県松本市